# 1746年臺灣
|        | 臺灣歷史 \| 台灣歷史年表 |
| 世纪： | 17世纪臺灣 \| 18世纪臺灣 \| 19世纪臺灣 |
| 年代： | 1710年代臺灣 \| 1720年代臺灣 \| 1730年代臺灣 \| 1740年代臺灣 \| 1750年代臺灣 \| 1760年代臺灣 \| 1770年代臺灣                                           |
| 年份： | 1741年臺灣 \| 1742年臺灣 \| 1743年臺灣 \| 1744年臺灣 \| 1745年臺灣 \| 1746年臺灣 \| 1747年臺灣 \| 1748年臺灣 \| 1749年臺灣 \| 1750年臺灣 \| 1751年臺灣 |
| 纪年： | 丙寅年（虎年）、清朝乾隆11年 |

1746年臺灣，以下敘述了1746年台灣的所有大事。

## 政府

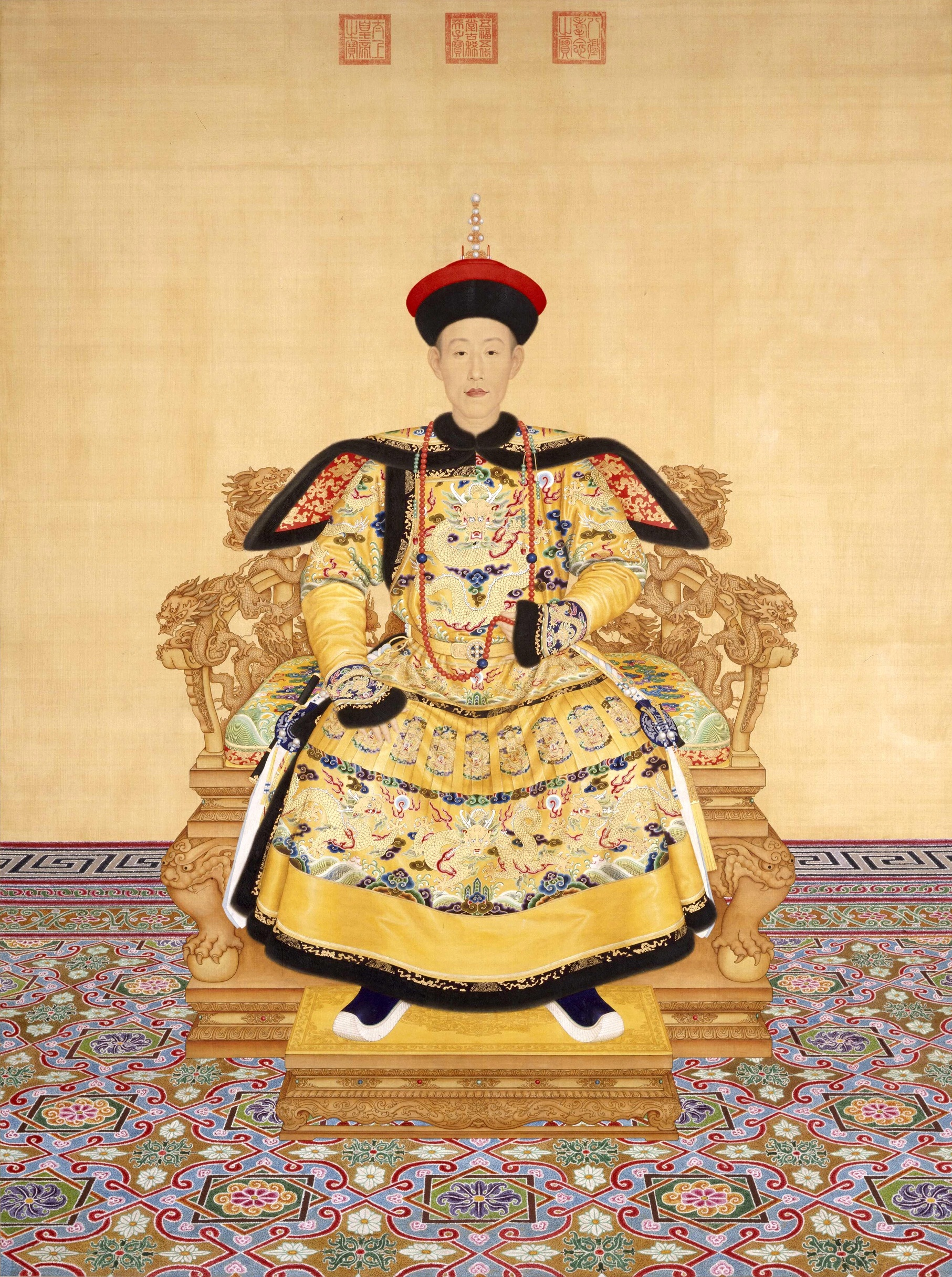
清朝皇帝：乾隆帝
臺灣府知府：褚祿

## 建築
- 艋舺新興宮[1]:20[2]:24
- 和雲宮